# خنده‌دارترین ویدئوهای خانگی آمریکا
خنده‌دارترین ویدئوهای خانگی آمریکا(به انگلیسی: America's Funniest Home Videos) که به اختصار با نام AFV نامیده می‌شود، نام یک برنامه تلویزیونی آمریکایی است که در آن ویدئوهای خنده‌داری که توسط مردم آمریکا فرستاده شده، نشان داده می‌شود.این برنامه از شبکه ای‌بی‌سی پخش می‌شود.

پخش این برنامه به طور رسمی از ۲۶ نوامبر ۱۹۸۹ آغاز شد و هم‌اکنون نیز ادامه دارد.مجری فعلی این برنامه تام برجران است.